# Nico Claesen
Nicolaas Claesen – detto Niko – (Leut, 7 ottobre 1962) è un allenatore di calcio ed ex calciatore belga, di ruolo attaccante.

## Carriera
Tra i vari club, ha giocato per il Tottenham Hotspur, che lo acquistò dallo Standard Liegi nel 1986-1987 per £850.000 e lo vendette allo stesso prezzo al Anversa nell'agosto del 1988. Ha anche militato nello Stoccarda.
Ha collezionato 36 presenze nella Nazionale di calcio belga, mettendo a segno 12 gol, dal 1983 al 1990, partecipando al Campionato europeo di calcio del 1984 e ai Campionati del mondo di calcio del 1986 e del 1990.

## Palmarès

### Club

#### Competizioni nazionali
- Coppa del Belgio: 1

Anversa: 1991-1992